# مراجعة باتلر
مراجعة باتلر –المعروفة بهذا الاسم نسبة لرئيسها روبن باتلر البارون باتلر من بروكويل– هي تحقيق في الأدلة الاستخباراتية حول أسلحة الدمار الشامل أُعلن عنه في الثالث من شباط فبراير من عام 2004 من قبل الحكومة البريطانية وتم نشره في الرابع من تموز يوليو من العام ذاته. هدفت هذه المراجعة إلى تحري الأدلة الاستخباراتية على أسلحة الدمار الشامل العراقية التي لعبت دوراً رئيسياً في قرار الحكومة باجتياح العراق كجزء من التحالف الأميركي عام 2003. تم تشكيل لجنة استخباراتية مشابهة عن العراق في الولايات المتحدة الأمريكية. وبالرغم من الثقة التي أبدتها كل من الحكومتين قبل الحرب بأن العراق يمتلك هذه الأسلحة، إلا أن أياً من هذه الأسلحة غير الشرعية أو برامج تطويرها لم تظهر من خلال عمل فريق تقصي الحقائق في العراق.
تعامل هذا التحقيق أيضاً مع القضية الأوسع المتمثلة ببرامج تطوير أسلحة الدمار الشامل في «البلدان المريبة» وتجارة هذه الأسلحة حول العالم، وفي النهاية تم التقدم بملاحظات وتوصيات إلى رئيس مجلس الوزراء توصي بتقييم المعلومات الاستخباراتية بشكل أفضل في المستقبل قبل اتخاذ قرارات.

## اللجنة
ترأس اللورد باتلر من بروكويل اللجنة خماسية الأعضاء التي تضمنت برلمانيين كباراً بالإضافة إلى موظفين مدنين يملكون علاقات عسكرية واستخباراتية:
- اللورد باتلر من بروكويل: عمل اللورد باتلر في مجال الخدمة المدنية وقدم خدماته لـ 3 رؤساء وزراء كأمين ومستشار لمجلس الوزراء.
- المارشال العسكري اللورد إنغه: محايد سياسياً عمل كرئيس هيئة أركان الدفاع بين عامي 1994 و1997.
- السير جون تشيلكوت: دبلوماسي وموظف مدني بارز.
- آن تايلور: عضو في البرلمان عن حزب العمال دعمت احتلال العراق، وكانت رئيسة لجنة الاستخبارات والأمن العائدة لمجلس العموم ISC، كما كانت ممثلة رئيسية لحزب العمال في مجلس العموم البريطاني.
- مايكل ميتس: عضو في البرلمان عن حزب المحافظين دعم احتلال العراق أيضاً، رئيس لجنة شمال إيرلندا وكان عضواً في لجنة الاستخبارات والأمن لمجلس العموم.

تابعت مراجعة باتلر خطوات مشابهة لما اتبعته لجنة فرانكس للتحقيق في حرب الفوكلاند. امتلك التحقيق صلاحيات الوصول إلى جميع تقارير الاستخبارات والأوراق الرسمية الحكومية الأخرى، كما كان من المسموح له طلب الشهود للإدلاء بإفاداتهم الشفهية. عمل التحقيق بشكل مقرب من التحقيق الأميركي ولجنة تقصي الحقائق حول العراق. التقت هذه اللجنة بشكل سري ولم يعلن إلا عن نتائجها بشكل علني في الرابع عشر من تموز يوليو من عام 2004.

## الجدل
اختار الديمقراطيون الليبراليون عدم المشاركة في اللجنة لأن دور السياسيين تم استثناؤه من مجال سلطة التحقيق، (كان من المقرر أن يكون عضو البرلمان ألان بيث الديمقراطي الليبرالي البارز فرداً سادساً في اللجنة)، لتفسير موقفهم قام الناطق بالشؤون الخارجية السير منزيز كامبل بسؤال رئيس الوزراء:
«ألا تفهم... أنه بعد ردة الفعل الشعبية لتقرير هوتون أصبح من غير المحتمل لأي تحقيق يستثني السياسيين من النقد أن يحصل على الثقة من قبل الشعب.»
في الأول من آذار مارس عام 2004 أعلن حزب المحافظين أنهم لن يشاركوا في التحقيق أيضاً، قال الزعيم المحافظ مايكل هاورد أن ذلك كان بسبب كون تفسير اللورد باتلر من بروكويل لبنود وشروط التحقيق «محدوداً بشكل غير مقبول»، لكن العضو المحافظ في اللجنة مايكل ميتس صرح بأنه سوف يبقى ضمن اللجنة.
بعد مضي أكثر من عشر سنوات، وصل تحقيق لجنة تشيلكوت إلى نتائج مختلفة، إذ نشرت صحيفة فاينانشال تايمز: «كل تحقيق سابق في قرار بريطانيا باحتلال العراق تمت إدانته من قبل الشعب بوصفه» تمويهاً«، هذا التوصيف لا ينطبق على التحقيق الضخم الذي تم نشره من قبل السير جون تشيلكوت».

## نتائج المراجعة
نشرت نتائج التحقيق في الرابع عشر من تموز يوليو عام 2004، وكانت نتيجته الأساسية أن الأدلة الاستخباراتية الهامة المستخدمة لتبرير حرب العراق لم تكن موثوقة، كما يدعي أن جهاز الاستخبارات الخاصة لم يتحقق من مصادره بشكل جيد واعتمد في بعض الأحيان على تقارير منقولة عن طرف ثالث.
يقول التقرير أيضاً بأن الاعتماد على إفادات المنشقين العراقيين كان كبيراً بشكل مبالغ به، كما يذكر أن تحذيرات لجنة الاستخبارات المشتركة حول محدودية المعلومات الاستخباراتية لم توضح بالدرجة الكافية. وبشكل عام ذكر التقرير أن «الأهمية التي أعطيت للمعلومات الاستخباراتية كانت أكبر مما تستحقه»، وأن الأحكام والاستنتاجات الشخصية قد مططت وحورت المعلومات إلى أقصى حد.
يذكر التقرير أن المعلومات المأخوذة من جهاز استخبارات عائد لدولة أخرى حول إنتاج العراق لأسلحة كيميائية وبيولوجية كانت «مغلوطة بشكل كبير» من دون تسمية هذه الدولة، يقول التقرير أنه لم يكن يوجد أي دليل حديث على أن العراق كان يمثل تهديداً أكبر من أي دولة أخرى، وأن فشل لجنة الأمم المتحدة للرصد والتحقق والتفتيش في إيجاد أسلحة الدمار الشامل كان يجب أن يستدعي إعادة النظر. كما يقول التقرير إن سياسة توني بلير تجاه العراق تغيرت بسبب هجمات الحادي عشر من سبتمبر الإرهابية عام 2001 وليس بسبب برنامج الأسلحة العراقي، وأن لهجة الحكومة تركت انطباعاً بكون المعلومات الاستخباراتية «أكمل وأكثر ثباتاً» مما هي في الواقع.
أشار التقرير إلى وجود أدلة كافية لوضع حجة منطقية بأن صدام حسين كان يسعى في فترة قريبة –حتى عام 2002– إلى الحصول على اليورانيوم بشكل غير شرعي من النيجر وجمهورية الكونغو الديمقراطية، مشيراً بشكل خاص إلى زيارة لمسؤولين عراقيين إلى النيجر. يذكر التقرير: «امتلكت الحكومة البريطانية معلومات استخباراتية من عدة مصادر تشير إلى أن هذه الزيارة تمت بغرض الحصول على اليورانيوم، بما أن اليورانيوم يمثل نحو 3 أرباع صادرات النيجر. كانت هذه المعلومات معقولة».
إلا أن ستاوبر ورامبتون ذكرا أن تقرير باتلر لا يقدم أي أدلة أو حتى التاريخ التقريبي الذي يقدر أن الأمر حصل فيه، وبالتالي لا يقدم أي مجال لتقدير مصداقيته. رفض البريطانيون أيضاً مشاركة أي معلومات حول هذه المعلومات الاستخباراتية، حتى مع الوكالة الدولية للطاقة الذرية التي كانت مسؤولة عن مراقبة قدرات العراق النووية في الفترة ما قبل الحرب. وعلى كل حال فإن منجم اليورانيوم الخاص بالكونغو تم طمره وإقفاله قبل عدة عقود مما يعني أن العراقيين لم يكونوا قادرين على الحصول على اليورانيوم منه حتى ولو حاولوا.
هذه المعلومات الاستخباراتية –الذي وجدت طريقها بشكل مثير للجدل إلى خطاب حالة الاتحاد السنوي لجورج بوش عام 2003– كان من المعتقد سابقاً (قبل أيلول سبتمبر 2003) أنها تعتمد على وثائق مزورة، ذكر تقرير مراجعة باتلر أن «الوثائق المزورة لم تكن موجودة لدى الحكومة البريطانية حين تم القيام بهذا التقدير».
بعد أخذ الأدلة الذي وجدتها المخابرات الأميركية عن الموضوع بعين الاعتبار، من الصحيح أنه في كانون الأول ديسمبر من عام 2003، أقر مدير وكالة الاستخبارات المركزية الأميركية جورج تنت أن تضمين الادعاء في خطاب حالة الاتحاد كان أمراً خاطئاً (المصدر موقع CNN، 2003).
إلا أن وصول تنت إلى هذا الاعتقاد لم يكن بسبب أدلة منطقية مضادة، إنما لأن وكالة الاستخبارات المركزية (التي انتُقدت بخصوص هذا الأمر في تقرير مجلس الشيوخ للمعلومات الاستخباراتية عن العراق قبل الحرب) فشلت في إجراء تحقيق مفصل في هذا الادعاء. لكن تقرير مراجعة باتلر يذكر أن الـ CIA عام 2002 «وافق على وجود أدلة بأن [اليورانيوم من أفريقيا] قد تم طلبه».
خلال الفترة التي قادت إلى الحرب على العراق، اعتقدت أجهزة المخابرات البريطانية على ما يبدو أن العراق كان يحاول الحصول على اليورانيوم من أفريقيا، لكن لم يتم تسليم أي أدلة إلى الوكالة الدولية للطاقة الذرية فيما عدا المستندات المزورة. (موقع تايمز أونلاين، 2003)
لم يوجه التقرير اللوم إلى أي أشخاص معينين، إنما ذكر ببساطة أن رئيس لجنة الاستخبارات المشتركة جون سكارليت لا يجب أن يستقيل، وعليه بالتأكيد أن يقبل منصبه الجديد كرئيس لجهاز المخابرات العسكرية السادس MI6.